# Extensible Authentication Protocol
Extensible Authentication Protocol, EAP, är ett protokoll för att skicka inloggningsinformation från exempelvis mobil klient till en trådlös accesspunkt. EAP-meddelanden kan bakas in i andra meddelanden exempelvis RADIUS eller TCP/IP (då kallat EAPOL (EAP Over Lan)).

## EAP-SIM
EAP-SIM-protokollet har utvecklats av 3GPP. EAP-SIM specificerar en mekanism för autentisering och sessionsnyckeldistribution med Global System for Mobile Communications (GSM) Subscriber Identity (SIM). EAP-SIM mekanismen anger förbättringar för GSM autentiseringen där flera trippla autentiseringsmetoder kan kombineras för att skapa autentiseringssvar och sessionsnycklar med högre styrka än de individuella GSM-tripletterna. En GSM-triplett är den tupel som bildas av de tre GSM-autentiseringsvärdena RAND (ett 128-bitars slumptal), Kc och SRES. Mekanismen omfattar även nätverksautentisering, stöd för användaranonymitet, resultatindikationer och ett snabbt re-autentiseringsförfarande. 